# Cordylomera annulicornis
Cordylomera annulicornis es una especie de escarabajo longicornio del género Cordylomera, tribu Phoracanthini, subfamilia Cerambycinae. Fue descrita científicamente por Fairmaire en 1892.

## Descripción
Mide 10-15 milímetros de longitud.

## Distribución
Se distribuye por Yibuti, Etiopía, Kenia, Malaui, Mozambique, Namibia, República de Sudáfrica, Somalia, Sudán, Tanzania y Zimbabue.